# Nimio de Anquín
Nimio Juan Manuel de Anquín (Córdoba, 12 de agosto de 1896-Córdoba, 16 de mayo de 1979) fue un filósofo tomista y político argentino, líder de la Unión Nacional Fascista.
Nació en la ciudad de Córdoba, Argentina y estudió leyes en la Universidad Nacional de Córdoba. Una vez completados los estudios en su país viajó a Alemania para continuar estudiando junto a Ernst Cassirer. Durante su estancia en Europa desarrolló su interés por la política y, luego de leer su obra, se convirtió en un seguidor de Charles Maurras. Pronto de Anquín desarrolla sus propias ideas políticas intentando combinar el tomismo con el hegelianismo, lo que lo lleva a propugnar un estado nacional sindicalista.

## Biografía
En el Colegio Nacional de Monserrat de su ciudad cursó el bachillerato. Finalizado éste comenzó a estudiar derecho y, luego, ciencias naturales en la Universidad de Córdoba, carreras en las que nunca se recibió. Derecho en aquel momento era la oferta educativa superior más afín a una orientación de tipo «humanística», lo cual se podría entender a partir de este dato la decisión de muchos jóvenes intelectuales, como es el caso de De Anquín, de estudiar estos tipos de disciplinas.
A los veinticuatro años trabajó como editorialista en el diario Los Principios. En 1924, fundó junto al profesor Martínez Villada la revista Arx. En 1926 obtuvo una beca de dos años para estudiar en Alemania. Debido a su preocupación por los planteos epistemológicos centrales de Ernst Cassirer, se lo designó para participar de los cursos que éste, Albert Goerland y N. Sauer dictaban por aquella época en Hamburgo.

Quien en 1928, becario en Hamburgo, planteaba ‘el contraste entre la riqueza inagotable del pensamiento y la precariedad de los medios del discurso’, señalando la carencia de flexibilidad de la palabra que exige el pensar puro, no hacía otra cosa que manifestarse en su natural predisposición para la metafísica. Su vocación –misteriosa siempre, según decir del propio filósofo– había despertado tempranamente, allá en vísperas de la primera Guerra Mundial, cuando de Anquín era todavía estudiante secundario y miraba a través de una ventana los libros rezagados de filosofía que habían pertenecido a un señor Lobo. Libros que el muchacho cordobés fue adquiriendo a razón de 50 centavos el ejemplar.

De regreso, en 1929, fue el fundador del Instituto Santo Tomás de Aquino en Córdoba, Argentina, y en 1930, según datos aportados por Jorge A. Linossi, ganó por oposición la cátedra de Lógica y Moral en el colegio Monserrat, comenzando a dictarla en 1931, hasta que el gobierno fruto del golpe de Estado conocido como Revolución Libertadora lo destituyó de todas sus cátedras.

El día 28 de junio de 1933, por designación del Rector Sofanor Novillo Corvalán, integra la comisión que conjuntamente con Enrique Martínez Paz, Raúl A. Orgaz, Luís Guillermo Martínez Villada y Ernesto Gouiran, proyecta el Instituto de Filosofía. Este es la raíz de la futura Facultad de Filosofía que tuvo como primer Decano a Don Alfredo Fragueiro.

En ella, Nimio de Anquín desempeñó luego, en 1954, el vicedecanato.
Por estos años, en asociación con Luis Guillermo Martínez Villada y otros colegas fundó un instituto que llevaba el nombre de Santo Tomás de Aquino.
En el entorno académico, se lo reconoce por su actitud siempre bien predispuesta al diálogo y preparada para cualquier tipo de disputa cuando se le brindaba la oportunidad y cuando él lo considerase necesario. Al respecto y a propósito de De Anquín, comenta esto el Prof. Daniel Vera:

(...) Para él no había pensamiento sin cruce de razones, sin diálogo acerado y chispeante; el aprendiz constante –der immerfort Lernende de la pregunta por el ser– era un señor que entraba en el torneo –agonía del espíritu, diría Ernst Jünger, donde se quema sustancia pura y no se derrama una gota de sangre– para probar y mejorar sus posiciones en busca crítica de la proposición apodíctica.

En cuanto a su producción bibliográfica, de Anquín se caracterizó por la escritura de artículos puntuales muñidos de un aparato erudito inaudito para la época y el medio que lo circundaba.

Hay dos publicaciones, excepcionales, en formato de libro y que no son más que recopilaciones de artículos antes escritos y publicados por él mismo, que merecen ser destacadas: Escritos Políticos, editados en 1972 por el Instituto Leopoldo Lugones (de Santa Fe) y Ente y Ser. Perspectivas para una filosofía del ser naciente, publicado en el 1962 por la Editorial Gredos. Después, en 1971, la editorial de la Universidad Nacional de Córdoba, por la mediación de su alumna y luego adjunta Judith Botti González de Achával, publicó De las dos inhabitaciones en el hombre.
Desde un punto de vista relativo, se puede decir que estas tres obras se constituyen en tres lados de un solo cuerpo o conjunto de pensamiento bien sólido y coherente por reunir sistemáticamente a sus escritos más importantes de metafísica y política, que identifican a casi toda su obra.[cita requerida]
Un testimonio que para destacar es el que se relaciona con su vastísima biblioteca; gran parte de su capital económico De Anquín se lo destinó a sus libros.

Este filósofo de Córdoba fue construyendo a lo largo de más de sesenta años, con inteligencia y sacrificios dolorosos para él y su familia, el tesoro de su biblioteca. En periodismo, sobre todo, se suelen derrochar las palabras y así ‘inteligencia’ o ‘sacrificio’ pueden significar nada. Aquí van puestas con todo rigor significativo. Los que conocieron a Nimio de Anquín saben de la pobreza en que pasó su vida: no todos tienen noticia de sus largos periodos en la indigencia pero, son pocos los que han oído hablar de sus días de hambre. Pero, a pesar de todas las dificultades, la prioridad de su ‘presupuesto’ estaba dirigida a la vida del espíritu –¡que también lo necesita! – y se concentraba en sus libros y así, mes a mes, año tras año crecieron las filas de sus volúmenes hasta pasar, a la hora de su muerte, al número de ocho mil.

En 1936 empezó a enseñar Lógica en la facultad de filosofía de la universidad de Córdoba, de donde fue separado en 1938 por su oposición al gobierno argentino de la denominada década infame (1930-1943). En el ínterin participa de los cursos de cultura católica organizados por la Escuela de Filosofía de los Cursos de Cultura Católica, fundada en el año 1934 por Monseñor Octavio Nicolás Derisi.
Existe un aviso editorial del diario Los principios publicado el martes 18 de noviembre de 1941, en el que se informa de que la Comisión Nacional de Cultura había escogido a Nimio de Anquín «para realizar estudios sobre los orígenes de la cultura argentina, en algunos de los países que formaron parte del Virreinato del Río de la Plata». En 1947, Anquín regresó a la facultad para enseñar, además de Lógica, Metafísica; y en 1948 participó en el congreso Suárez-Balmes en Barcelona.
Durante el Congreso Internacional de Filosofía que tuvo lugar en 1949, De Anquín participó activamente y presentó dos de sus trabajos más importantes (Filosofía y Religión y Derilicti sumus in mundo, incluidos luego en la publicación de Ente y Ser. Perspectivas para una filosofía del ser naciente), y una recensión al novelista medievalista del siglo XX, Martin Grabmann, en razón de su fallecimiento reciente, es decir, en el año que corría.
El 3 de febrero de 1950 la Sociedad Española de Filosofía lo reconoció como Socio de Honor. Sin embargo, la apreciación internacional más significativa fue el 24 de junio de ese mismo año cuando la Universidad de Maguncia lo distinguió de manera extraordinaria como Doctor Honoris Causa. Dicha distinción se fundamenta específicamente en sus contribuciones sobre la compleja historia de los escritos del Stagirita y todos los aportes que se derivarían de ello en relación con los estudios aristotélicos más avanzados. A su vez, en este contexto se lo reconoció como «el más calificado conocedor de la cultura germánica» de su tiempo en Sudamérica.[cita requerida]
El 8 de diciembre de este mismo año participó en Roma de la Proclamación del Dogma de la Santísima e Inmaculada Concepción realizada por Pío XII, lo que demuestra su particular devoción a María y que, al parecer, durante sus últimos años no puso reparos en manifestarlo cuando se le brindaba la oportunidad.

(...) El filósofo que frecuentaba las frías y altas cúspides de la verdad, tenía su alma abierta a la dimensión de lo numinoso, el sabido que profundizaba Hegel, tenía su devoción sencilla y pura a María Santísima (...) Su bandera fue la Nación, su estrella fue María.

En el año 1951 llevó adelante la fundación y dirección del Instituto de Metafísica e Historia de los Sistemas Metafísicos. Bien puede decirse, como hace Linossi, que el órgano de difusión de dicho Instituto fue la revista Arkhé, que editó su primera tirada el 5 de octubre de ese mismo año. En esa revista publicó muchos de sus trabajos, algunos de los cuales han sido seleccionados para formar parte de las dos publicaciones en formato libro antes mencionadas.
En 1955, con el derrocamiento del gobierno peronista, fue destituido de sus cátedras. A raíz de este acontecimiento, pasó a enseñar en la Universidad Católica de Santa Fe, gracias a la intervención y hospitalidad del presbítero Ernesto Leyendecker quien lo apreciaba «no sólo como pensador y creador, sino como un verdadero maestro ‘sembrador». Se movió siempre dentro del nacionalismo peronista[cita requerida] lo que le valió la persecución política de la dictadura de Pedro Eugenio Aramburu. Ese año publica Mito y política de 1956, por lo que fue arrestado durante unos meses.
En 1969 recuperó sus cátedras y en las cuales enseñó hasta poco antes de su muerte. Falleció el 16 de mayo de 1979 en el Hospital Español de su ciudad natal y a sus ochenta y dos años.
Analizando su existencia con cierta perspectiva espiritual bien podríamos concederle la paternidad de esta frase:

Vivir es como lamer miel de una espina’ ¿Es el juicio de un escéptico? ¿El de un derrotado? ¿El de un amargado? Creo que de ninguno de estos. Es nada más que la frase que expresa lo que siente el hombre en la vida, en la vida de todos: por un rayo de felicidad, un mundo a oscuras. Por una sonrisa, muchas lágrimas. Por un poco de miel, muchas espinas.

### Actuación política
En 1929 se relacionó con el Partido Fascista Argentino y en 1934 se unió al Fascismo Argentino de Córdoba. Durante el año siguiente ascendió a líder de este grupo que cambió su nombre por Frente de Fuerzas Fascistas en 1935. A partir de 1936 varios grupos convergen en la Unión Nacional Fascista bajo el liderazgo de Anquín.
No obstante su liderazgo del movimiento fascista debió enfrentar oposición. En 1934 fue suspendido de su cargo docente en el Colegio Nacional de Monserrat de Córdoba debido a la violencia de su agrupación. En 1936 intentó forzar a los estudiantes universitarios a firmar una carta en apoyo a Francisco Franco. Ya para 1939 la Unión Nacional Fascista había perdido toda fuerza de representatividad política.
Una vez acabado su movimiento político, retornó a la docencia, primero en su ciudad natal y a partir de 1955 con el advenimiento de la Revolución Libertadora en la ciudad de Santa Fe. Sin embargo no abandonó la actividad política que sigue desarrollando en los periódicos Sol y Luna y Nueva Política. También fue importante su veta religiosa y forma parte de un grupo de intelectuales en torno a Marcelo Sánchez Sorondo. Continuó escribiendo sobre temáticas políticas hasta el final de su vida, mayormente en relación con sus dos temas preferidos: el nacionalismo militante y la crítica al sistema democrático.

## Escritos
Lista bibliográfica de algunos escritos referenciados en una ficha bibliográfica más completa realizada por Jorge A. Linossi.
- De la disposición de los argumentos de Zenón Eléata contra el movimiento, en Signo, Año X, n.º 9, Buenos Aires, 1922, pp. 288-298.

- Un aspecto de la neoescolástica, nueva forma del realismo inmediato, Córdoba, Ed. Cubas-Madueño, 1926, 48 págs.

- El problema epistemológico de la filosofía actual. Contribución a su estudio. Ed. Imprenta de la Universidad de Córdoba, 1927, 71 págs.

- Nota preliminar a una filosofía de la inteligencia, en Revista de la Universidad Nacional de Córdoba, Año XV, N.º 9-10, Nov.-Dic., 1928, págs. 172-203.

- Prólogo al libro Los aborígenes del país de Cuyo, de Monseñor Pablo CABRERA, ed. Imprenta de la Universidad Nacional de Córdoba, 1929, págs. I1I-VI.

- El problema de la creación en San Alberto Magno, en ARX (maior), n.º 1, Córdoba, 1933, págs. 11-46.

- Acerca de un equívoco de M. Gilson, en ARX (maior), segunda serie, Año I, N.º 2, Córdoba, 1934, págs. 315-328.

- Incongruencias cartesianas y posibilidades idealistas (en la noción de substancia), en Homenaje a Descartes en el Tercer Centenario del Discurso del Método, Vol. III, Buenos Aires, 1937, págs. 295-332.

- Racismo nazi, racismo judío y linaje cristiano, en Crisol, n.º 1, Córdoba, 1 de febrero de 1939.

- Cómo se desarrolló el pensamiento de Aristóteles, en ARX (maior), n.º 3, Córdoba, 1939, pp. 11-123.

- Recensión de Der megarische und der aristotelische Möglichkeitsbergriff, ein Beitrag zur Geschichte des ontologischen Modalitätsproblems (Las nomenclaturas megárica y aristotélica de la posibilidad: contribución a la historia del problema ontológico de la modalidad), de Nicolai Hartmann, en ARX, n.º 3, Córdoba, 1939, pp. 234-242.

- La clase media y la virtud de prudencia en Aristóteles, en Sol y Luna, n.º 4, Buenos Aires, 1940, pp. 36-49.

- Las dos concepciones del ente en Aristóteles, en Ortodoxia, n.º 1, Buenos Aires, 1942, pp. 38-69.

- Sobre la fortaleza y la muerte, en Sol y Luna, n.º 8, Buenos Aires, 1942, pp. 52 - 91.

- La justicia no cristiana, en Ediciones de "Afirmación cristiana", Fasc. II, 3 páginas, Buenos Aires, 1942; conferencia pronunciada el 21 de noviembre de 1942, en L.S.2. Radio Prieto, en la audición Seamos más argentinos.

- Teoría y Doctrina en la Edad Media, en Ortodoxia, n.º 4, Buenos Aires, 1943, pp. 392-406.

- Letra de ¡Despertad!, marcha patriótica de la provincia de Tucumán, con música de Luis Martín, Bs. As., Ed. Ricordi, 1943.

- La Universidad donde no existe el primado de la Filosofía no es Universidad, en Los Principios, ed. 23-V-1946, Córdoba.

- Respuesta, el tema sobre El régimen universitario, ed. Universidad Nacional de Córdoba, Córdoba, 1946, pp. 521-526.

- La protoética aristotélica según Werner Jaeger, en Ortodoxia, n.º 15, Buenos Aires, 1947, pp. 5-24.

- Filosofía y Religión, en Actas del Primer Congreso Nacional de Filosofía, Tomo I, ed. Universidad Nacional de Cuyo, Mendoza, 1949, pp. 197-211.

- Derelicti sumus in mundo, en Actas..., ed. cit., Tomo II, pp. 959 - 967; reimpreso, también en Sapientia, Ente y Ser, Actas (Soc. Arg. de Filos.) y El ente y la memoria.

- Martín Grabmann, en Actas..., ed. cit., Tomo I, 1949, pp. 611-613.[17]

- La jerarquía de los bienes en el orden político, jurídico y económico, en Actas del Congreso Internacional de Filosofía Suárez-Balmes de Barcelona, Tomo II, Madrid, 1949, pp. 5-20.

- Antropología de los tres hombres históricos, ed. Inst. de Met. E-1, Universidad Nacional de Córdoba, 1951, pp. 34 (9-43).

- La ontología sin Ser de Nicolai Hartmann, en Arqué, Vol. 1, facs. 2-3, Córdoba, 1952, pp. 247-267.

- Ente y Ser, en Arqué, Vol. 1, fase. 1, Córdoba, 1952, pp. 11-22.

- Seindes und Sein (Zusammenfassung) (De la existencia y el ser; resumen), en Arqué, Vol. 1, fase. 1, Córdoba, 1952, pp. 22-23.

- Corto comentario al "Wozu Dichter" de Hölderlin, ed. Del Inst. de Met., Univ. Nac. de Córdoba, 1952, 10 pp.[18]

- El misterio de la poesía «Selige Sehnsucht» de Goethe, en Norte, Año 2, n.º 2, Tucumán, mayo de 1952, pp. 7-21.[19]

- L'Argentine dans l'hisloire universelle (Argentina en la historia universal), en Arqué, Vol. I, Fasc. 1, Córdoba, 1952, pp. 1-10; publicada también en La Documentation francanise, n.º 2028 del 29/11/50, París.

- Génesis interna de las tres escolásticas, en Arqué, Vol. 1, Fasc. 2-3, Córdoba, 1952, pp. 157 - 205; ed. Inst. de Met." B-IV, 1953 (50 págs.) separata.

- Conducta Ético-Política, en Los Principios, ed. del 30-XI-1955.

- Universidad libre o del Estado, en Córdoba, ed. del 13-111-1956.

- Sobre la lógica de los estoicos, en Sapientia, Año XI, n.º 39 - 40, pp. 166 - 172, La Plata-Buenos Aires, 1956.

- ¿Es posible una Metafísica? ¿Cómo se plantea «hoy» el problema de la Metafísica?, en Giornale di Metafísica, XI, 4-6, Turín, 1956, pp. 557-562.

- Mito y Política, ed. Arkhe, Córdoba, 1956, 29 págs.

- El Ser, visto desde América, en Humanitas, Año III, n.º 8, Universidad Nacional de Tucumán, 1957, pp. 13-28.

- Acción inmanente y acción transitiva en el concepto aristotélico de naturaleza, en Aristolelismo Padovano e Filosofía Aristotélica, Vol. 9, en Atti del XII Congreso Internazionale di Filosofía, Venecia, 12 al 18 de septiembre de 1958, pp. 7-23. También en Humanitas, Año VIII, N.º 13, Tucumán, 1960, pp. 59-70.

- Nota sobre Filosofía Medieval, en Humanitas, Rev. Fac. de Fil. y Letras, Universidad Nacional de Tucumán, Año IV, N° 10, Tucumán, 1958, pp. 187-202.

- La Revolución libertadora, en Mayoría, ed. del 14 de julio, Bs. As., 1958, pp. 16-17.

- La crisis del patriotismo, en Azul y Blanco, ed. 5 de mayo, Bs. As., 1959.

- Cognición, conocimiento, extrapolación, alienación y sabiduría, en revista Las Ciencias, Año XXIV, n.º 3, Madrid, 1959, pp. 641 - 666; también en Humanitas, Año VII, n.º 12, Tucumán, 1959, pp. 35-56.

- Heidegger, filósofo del Ser, en Estudios Teológicos y Filosóficos, Año II, N.º 2, pp. 135 - 145, Buenos Aires, 1960 (reproducido con variantes en Ente y Ser, Madrid, 1962).

- Ser, Nada y Creación en la Edad Media, en el II Congreso Internacional de Filosofía Medieval de Colonia, Alemania, 1961 (véase Ente y Ser, 1962).

- Werner Wilhelm Jaeger - 1888-1961, en Humanitas Rev. de la Fac. de Fil. y Letras, Año X, n.º 15, Tucumán, 1962, pp. 245-251.

- Ente y Ser. Perspectiva para una Filosofía del Ser Naciente; Madrid, Editorial Gredos, 1962, 217 págs. En este volumen aparecen los hasta entonces inéditos Introducción, 1960 (pp. 17 - 28) y Ser. Nada y Creación en la Edad Media, 1961 (pp. 153-202); en las pp. 11-16 aparece el trabajo de Arturo García Astrada titulado La Metafísica de Nimio de Anquín.

- Lugones poeta óntico, en Hostería Volante, Año XIV, N° 5. La Plata, 1963.

- Lugones y el Ser americano, en Arqué, segunda serie, Año 1, n.º 1, fasc. único, Córdoba, 1964, págs. 71-88.

- Discurso en homenaje a Leopoldo Lugones, en Los Principios, ed. del 20-II-1964, Córdoba, p. 4.

- El problema de la desmitologización (Entmytologisierung des Christentums), en Arqué, segunda serie, Año I, n.º 1, fasc. único, noviembre, Córdoba, 1964, pp. 5-34.[20]

- Presencia de Santo Tomás en el pensamiento contemporáneo. La Plata, Ediciones Hostería Volante, 1964, 27 págs.

- Encaminamiento-Conciencia (Gewissen), en Arqué, segunda serie, Año II, fasc. 2, noviembre, Córdoba, 1965, págs. 144-149.

- Las cuatro instancias filosóficas del hombre actual, en Arqué, segunda serie, Año II, fasc. 1, junio, Córdoba, 1965, págs. 3-22.

- Charles de Koninck, en Arqué, segunda serie, Año II, Fasc. 1, Córdoba, 1965, pp. 129-131.[21]

- Martín Buber, en Arqué, segunda serie, Año II, fasc. 1, Córdoba, 1965, pp. 131-133.

- Prólogo de Eidología y analogía de la justicia y la amistad, de Belisario TELLO, Córdoba, Ediciones Arkhé, 1965, págs. 3-12.

- Recensión de Die großen Dialektiker des 19. Jahrhunderts: Hegel, Kierkegaard, Marx (Los grandes dialécticos del siglo XIX: Hegel, Kierkegaard, Marx), de Robert HEISS, en Documentación Crítica Iberoamericana de Filosofía y Ciencias afines, Año II, N.º 3, abril-junio, Sevilla, 1965, págs. 251-287.[22]

- La salvación de los fenómenos, comentario del libro de Jürgen Mittelstraß Die Rettung der Phänomene. Ursprung und Geschichte eines antiken Forschungsprinzips (La salvación de los fenómenos. Origen e historia de un antiguo principio de investigación), en Documentación Crítica Iberoamericana de Filosofía y Ciencias afines, Año II, N.º 5, fasc. 4, Sevilla, 1965, págs. 697-707.[23]

- Nota sobre la obra de Jacob Barion Hegel und die marxistische Staatslehre (Hegel y la teoría marxista del estado), I, en Arkhé, segunda serie, Año III, fasc. único, junio-noviembre, Córdoba, 1966, pp. 143-153.

- Werner Jaeger y el cristianismo primitivo, en Arkhé, segunda serie, Año III, fasc. único, junio-noviembre, Córdoba, 1966, págs. 39-68.[24]

- Prólogo de Las reformas del siglo XVIII en España e Hispanoamérica, de Jorge Guillermo BAS, Córdoba, Ediciones Arkhé, 1966, pp. 9-13.

- Reportaje sobre Un filósofo habla del hombre argentino, en Domingo de Córdoba, ed. del 28 de agosto de 1966, pp. 12-13.

- Discurso pronunciado en Retiro, Bs. As., 1966; en Jauja n.º 1, Buenos Aires, 1967, pp. 14-18 (recogido en Escritos Políticos, 1972).

- Diodoro de Cronos y la posibilidad, en Arqué, segunda serie, Año V, fasc. único, Córdoba, 1968, pp. 3-12.[25]

- Los griegos y el problema de la existencia de Dios, en Mélanges à la mémoire de Charles de Koninck (Miscelánea en memoria de Ch. de Koninck), Les Presses de l’Université Laval (Publicaciones de la Universidad Laval), Canadá, 1968, pp. 23 - 37; publicado también en Revista de Humanidades, n.º 13-14, julio, pp. 21-43, Univ. Nac. de Córdoba, 1971; y en ed. Fac. de Filosofía y Humanidades, Univ. Nac. de Córdoba, 1972, 27 págs.

- Platón el educador, en Lugones, Rev. de la Sec. del Ministerio de Educación y Cultura de la Provincia de Córdoba, Año 1, n.º 1, julio-agosto-septiembre, Córdoba, 1968, pp. 71-76.

- De las dos inhabitaciones en el hombre, Colección Cuarto Centenario, Fac. de Fil. y Humanidades, Univ. Nac. de Córdoba, 1971, 62 págs.

- La Argentina en el nuevo eón del mundo, en Aquí y Ahora, n.º 24, 25 y 26, Córdoba 1970/1971, pp. 38 - 39 y 28 - 30 (recogido en su libro Escritos Políticos, Santa Fe, 1972).

- Escritos políticos (con prólogo del autor), Santa Fe, Ed. Instituto Leopoldo Lugones, 1972, 127 pp.; con "Palabras de Introducción" de Máximo R. Chaparro, pp. 5-6.

- La filosofía en la Argentina: lo que fue, lo que es, lo que puede llegar a ser (parte del texto leído en el Curso de temporada de 1972, publicado en el Manual de Historia de la Filosofía de Belisario M. ORTÍZ Y BUSTOS, Ed. Univ. Nac. de Córdoba, 1977, pp. 239-243.

- Eticidad. Moralidad. Libertad (1973), en Acta Scientifica, Simposio argentino-alemán de Filosofía y Teología, Universidad Católica de Córdoba, Vol. 6, Córdoba, 1975, págs.; el evento se realiza en 1973.

- Contribución a la descripción del acto humano libre (presentado en las "Jornadas de Vaquerías", noviembre de 1977, Actas, pp. 82-97), en CUYO. Anuario de Filosofía argentina y americana, Vol. 7, Tomo II, Univ. Nac. de Cuyo, Mendoza, 1990, pp. 299-308.

- Sobre la esperanza (1977), en CUYO. Anuario de Filosofía argentina y americana, Vol. 7, Tomo II, Univ. Nac. de Cuyo, Mendoza, 1990, págs. 309-317.

- El eclipse del Dios vivo en Tiempo de Córdoba, ed. 27-XI-1977, págs. 7-10.

- Sois jóvenes en tanto lo sois por el alma, entrevista con Estela Jiménez en Factor. Semanario de Economía, 26 de mayo, N° 480, Córdoba, 1979, pág. 12; publicado después de su muerte.

- El mito: su sentido en el "Prometeo" de Lugones (pp. 21-30);[26] Lugones y el Ser americano (pp. 7-19), Lugones poeta óntico (pp. 19-20); publicados en Cuadernos Leopoldo Lugones, n.º 1, año 1980, ed. Publicaciones del Instituto de Estudios Lugonianos, Buenos Aires, 1980; editados por la prof. Sara de la Maza.

- ¿Que es la historia? (1977), en CUYO. Anuario de Filosofía argentina y americana, Vol. 5, pp. 119 - 137, Universidad de Cuyo, Mendoza, 1988; el texto originario es una conferencia del 21 de junio de 1977.

- El ente y la memoria, Ed. Secretaría de Cultura de la Nación, Buenos Aires, 1994, 229 páginas, con prólogo de Mermes Puyau. Es el texto, sin modificaciones – excepto que las notas van al final y no al pie de página –, del libro Ente y Ser, Ed. Gredos, Madrid, 1962. También se suprime en la edición el texto de García Astrada La Metafísica de Nimio de Anquín, presente en la edición de Gredos, y se incluye en la pág. 21 una acotada bibliografía sobre Nimio de Anquín.